# Dżaba (Dżanin)
Dżaba (arab. جبع) – miasto w Autonomii Palestyńskiej (północny Zachodni Brzeg, muhafaza Dżanin). Według danych oficjalnych na rok 2007 liczyło 8391 mieszkańców.